# Пиндос (порода лошадей)
Пиндос — древняя порода лошадей (также известна как фессальская или тессальская порода). 
Тессальской (фессальской) порода названа по имени области Фессалии в Древней Греции, откуда произошла порода. Название породы Пиндос происходит от горного массива Пинд (греч. Πίνδος), расположенного по соседству с Фессалией и Эпиром — первыми областями, в которых разводилась эта порода. Эта порода выращивается с эпохи античности до сегодняшнего дня, однако современные пиндосы значительно отличаются от древних.

## Характеристики породы
Порода относится к горным пони. Порода характеризуется выносливостью и хорошими прыжковыми характеристиками. В высоту пиндосы достигают 132 см в холке, вес — до 200 кг. Типы окраса (масти): гнедые, вороные, тёмно-гнедые и серые. Характеризуется крупной головой с довольно маленькими глазками, узким и лёгким туловищем, длинной шеей, длинной спиной, при этом пиндос имеет довольно слабый круп и высоко посаженный хвост. У современных пиндосов трудный, упрямый характер.